# からすたろう
『からすたろう』（英語:Crow Boy）は、日本出身でアメリカ合衆国に移住した八島太郎による絵本。知的障害を持つ児童が、理解ある教員に出会って、周囲からの見方が変わっていく姿を描く。1955年にアメリカで英語版が刊行され、1979年に著者自身による日本語版が日本で刊行された。

## あらすじ
日本のある小学校に、小さな体の男児が入学する。入学式の日に校舎の床に隠れたその子は、話すことができず、授業について行けずに「ちび」とあだ名されて他の生徒から仲間はずれにされた。そんな状況でも、「ちび」は授業中は窓の外や机の蓋や天井の景色を眺めて過ごし、休み時間には一人で自然の物音に耳を傾けたりほかの子どもが嫌がるムカデやイモムシを見たりして過ごしていた。雨の日には蓑笠をまとって一日も欠かさず登校した。
6年生になり、担任になったいそべ先生は、生徒をしばしば屋外に連れ出した。「ちび」は野草などがどこに生えているかをよく知っていた。いそべ先生は、ちびの絵や習字（ちび以外には判読できない）も好んで教室に掲示した。いそべ先生はときどき一人で「ちび」を呼び出して話をした。最後の学芸会で、生徒が一人一人何かを披露するときに、「ちび」は様々なカラスの鳴き声をまねてみせ、生徒たちの心に感銘を与える。そのあといそべ先生は、「ちび」が毎日遠い山奥の自宅から通学してそれを覚えたことを説明し、生徒は「ちび」への今までのおこないを恥じて泣き、保護者たちも泣いて拍手を送った。それからは誰も「ちび」とは呼ばなくなり、「からすたろう」と呼ぶようになり、自分もその名が気に入ったようだった。
卒業式で「からすたろう」はただ一人皆勤賞をもらい、卒業後は炭売りとなって町に来ては誇らしい姿で家に戻っていくのだった。

## 解説
八島太郎にとって3冊目となる絵本で、コールデコット賞の次席に選ばれたことでアメリカでは爆発的に売れ、太郎は絵本作家としての地位を確立した。宇佐美承によると、主人公には3人のモデルがおり、「いそべ先生」は太郎が6年生の頃に学んで薫陶を受けた二人の教員（磯長武雄と上田三芳）がモデルである。太郎は1979年に刊行された日本語版に、この二人の教員への献辞を加えている。一方、高橋久子は宇佐美の記した3人のほかに、1935年の帰郷時に再会した清という親友の存在を指摘している。
高橋久子は英語版と24年を経て刊行された日本語版について、バイリンガル読者の読後感や日米での書評内容、さらに本文の比較検討から、英語版では主人公の成功譚に近いのに対し、日本語版では叙情的な印象（周囲の人間が主人公に抱く罪悪感や作者の望郷の念）が強いと指摘する。高橋はその背景として、太郎がその来歴において「疎外する側と疎外される側」の両方の立場にあり、とりわけ英語版刊行後の1962年に帰郷した際にそれを強く意識して、日本語版に反映させたのではないかと推察している。高橋が引用する日本語版制作当時の太郎の書簡には、「原本とはちがってきても、作者としてはかえってその方が好きです。（中略）結果として日本版は独特のものとなりましょう。」という記述がある。

## 書誌情報
- 『Crow Boy』Viking、1955年（英語）
- 『からすたろう』偕成社、1979年（日本語）

## 賞歴等
- コールデコット賞次席（1956年）
- 絵本にっぽん賞特別賞（1979年）